# Strzemeszno
Strzemeszno – wieś sołecka w Polsce położona w województwie mazowieckim, w powiecie płockim, w gminie Gąbin.
Prywatna wieś szlachecka położona była w drugiej połowie XVI wieku w powiecie gąbińskim ziemi gostynińskiej województwa rawskiego. W latach 1975–1998 miejscowość administracyjnie należała do województwa płockiego.
W tej wsi urodzili się Wincenty Zakrzewski (1844-1918, historyk, profesor Uniwersytetu Jagiellońskiego, Konrad Rakowski (1875-1916, krytyk literacki i teatralny).